# 硬果涩荠
硬果涩荠（学名：Malcolmia africana var. trichocarpa）为十字花科涩荠属下的一个变种。其种加词“africana”意为“非洲的”。